# Bryum recurvulum
Bryum recurvulum är en bladmossart som beskrevs av Mitten 1859. Bryum recurvulum ingår i släktet bryummossor, och familjen Bryaceae. Inga underarter finns listade i Catalogue of Life.